# Гертл, Рудольф
Рудольф Гертль (чеш. Rudolf Hertl; 13 апреля 1908, Збух, ныне Пльзенский край — 4 апреля 1962, Прага) — чешский флейтист. Брат Франтишека Гертла.
Окончил Пражскую консерваторию (1928), ученик Рудольфа Черни. В том же году на Международном фестивале современной музыки в Сиене исполнил Фантазию для флейты и фортепиано Алоиса Габы вместе с Эрвином Шульгофом. С 1930 года и до конца жизни первая флейта Симфонического оркестра Пражского радио. С 1931 года участник образованного по инициативе Вацлава Сметачека Пражского духового квинтета.